# San Pietro-Vertoiba
San Pietro-Vertoiba, (in sloveno Šempeter-Vrtojba) è un comune di 6 360 abitanti della Slovenia occidentale.

## Geografia fisica
Il comune è bagnato dal torrente Vertoibizza (Vrtojbica) mentre l'altura principale è il monte San Marco (Markov hrib), alto 227 m.

## Storia
Le località di San Pietro e di Vertoiba erano entrambe comuni ai tempi della monarchia asburgica e furono annesse a Gorizia dal fascismo. Col passaggio alla Jugoslavia, le unità amministrative divennero ripetutamente mutevoli in tema di territorio, poteri, gerarchie ed effettiva autonomia dagli organi del partito comunista e con l’indipendenza della Slovenia venne ribadita la dipendenza da Nova Gorica. Il comune attuale fu alla fine nuovamente distaccato da quello neogoriziano a seguito di referendum nel 1998.

## Società

### Popolazione residente a San Pietro-Vertoiba per lingua
| %      | Ripartizione linguistica (gruppi principali) |
| ------ | -------------------------------------------- |
| 1,15%  | madrelingua croata                           |
| 0,27%  | madrelingua italiana                         |
| 1,77%  | madrelingua serbo-croata                     |
| 89,87% | madrelingua slovena                          |
| 1,77%  | madrelingua serba                            |

## Geografia antropica

### Località

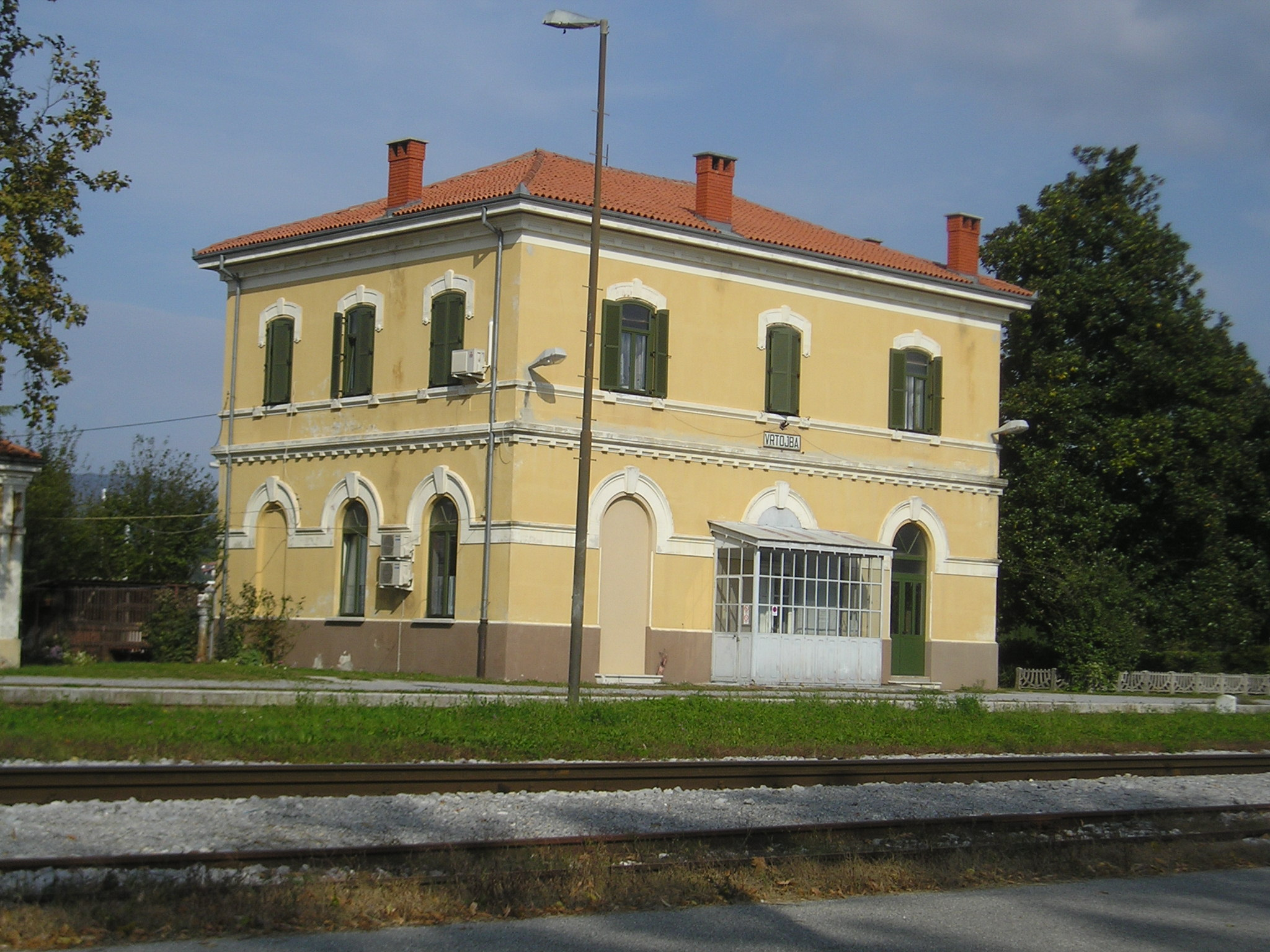
Stazione di Vertoiba

Il comune di San Pietro-Vertoiba è diviso in 2 insediamenti (naselja):
- San Pietro[5] (Šempeter pri Gorici), sede comunale: 3 865 ab.
- Vertoiba[6] (Vrtojba): 2 404 ab.

## Infrastrutture e trasporti
La stazione di Vertoiba è posta sulla ferrovia Gorizia-Aidussina, servita da corse regionali svolte dalla Slovenske železnice mentre la stazione di San Pietro è posta sulla ferrovia Jesenice-Trieste.
Nel 1927 fu attivata la linea 2 della rete tranviaria di Gorizia, attiva fino al 1935, che aveva nella frazione di San Pietro il proprio capolinea orientale, presso l'attuale autostazione nelle adiacenze dell'hotel Lipa.